# HMS Strömstad (T141/R141)

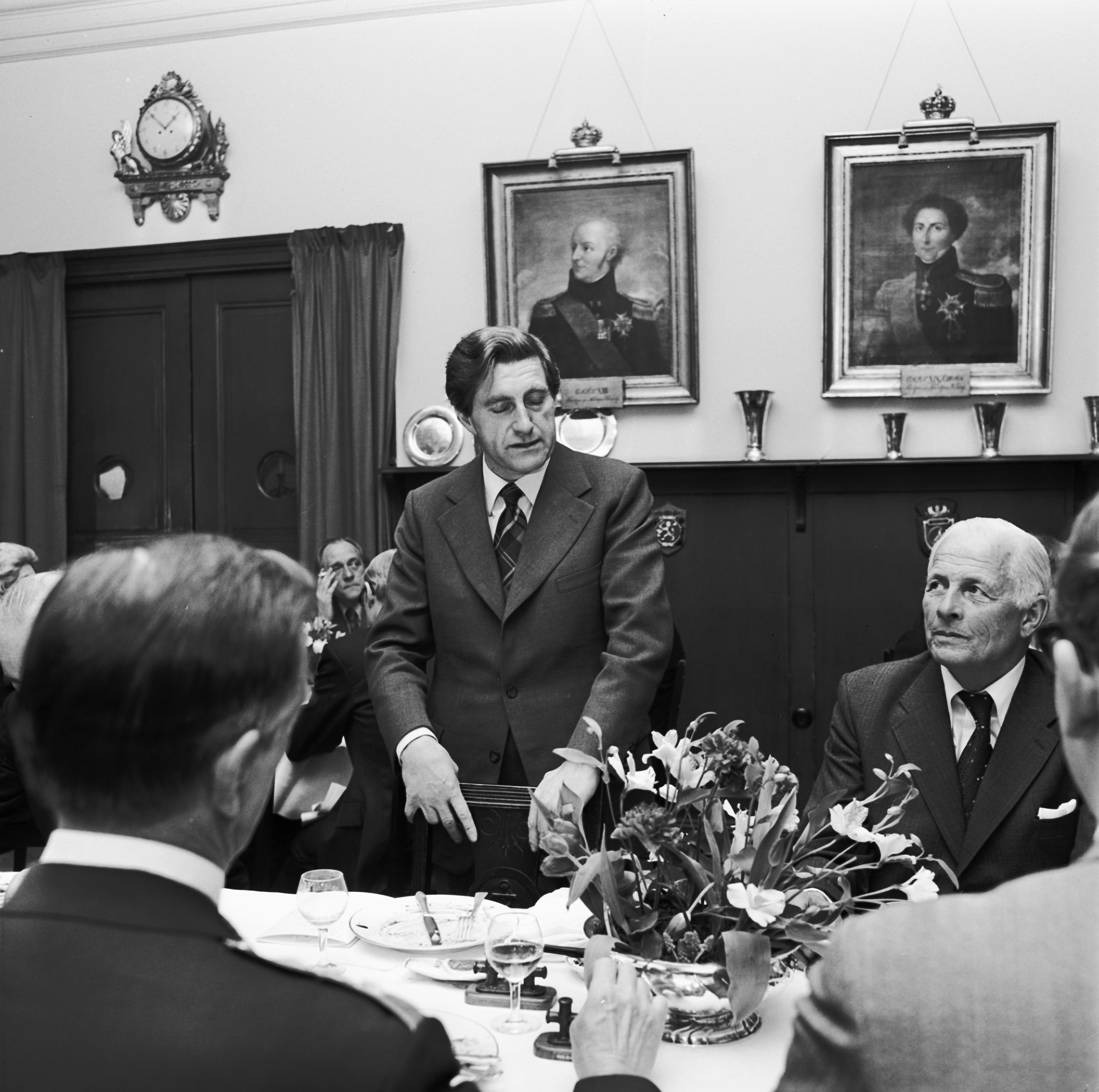
Kommunminister Hans Gustafsson under doplunchen, 26 april 1976.

HMS Strömstad (T141/R141) är en robotbåtsklass som byggdes på Karlskronavarvet under våren 1976 och togs i bruk den 24 september samma år. Det finns 11 systerfartyg i samma klass och dessa utgör den största investering som svenska marinen någonsin gjort på ett visst marint vapensystem.[källa behövs] År 1981 försågs samtliga fartyg i klassen med moderna svenskutvecklade robotsystem och nya elektroniska vapenstyrssystem. Robotsystem 15 infördes 1985. De var försedda med radarmålsökare och med en avancerad ballistik en räckvidd på mer än 100 km. Samtidigt omklassades fartygen från torpedbåtar till robotbåtar. Med tre stycken Rolls-Royce Proteus gasturbiner på sammanlagt cirka 12 750 hk uppnåddes mer än 40 knop.
Strömstad döptes den 26 april 1976 av kommunminister Hans Gustafsson. En unik utmärkelser utdelades i samband med doplunchen. Eric Persbeck, Karlskronavarvets avgående utrustningsingenjör som svarat för färdiggörandet av nära 60-talet örlogsfartyg, fick som förste enskilde person motta försvarets materielverks hedersmedalj. Den överlämnades av verkets generaldirektör Ove Ljung.
Fartygets jungfruresa gick till Strömstad på västkusten, och hennes första fartygschef var örlogskaptenen Torsten Lindh som senare i karriären blev generalinspektör för marinen.